# Acacia lenticularis
Acacia lenticularis är en ärtväxtart som beskrevs av George Bentham. Acacia lenticularis ingår i släktet akacior, och familjen ärtväxter. Inga underarter finns listade i Catalogue of Life.